# Ансамбль многоэтажных жилых домов «Большой Владивосток»
Ансамбль жилых домов «Большой Владивосток», известный как «Серая лошадь», — архитектурный ансамбль во Владивостоке. Выстроен в 1937—1940 годах. Авторы проектов зданий — архитекторы И. А. Порецков и Н. А. Бигачёв. В ансамбль входят исторические здания по адресу Алеутская улица (дома 17 и 19). Сегодня они являются объектом культурного наследия Российской Федерации.

## История
Семи-восьмиэтажные жилые дома на Алеутской улице были построены в 1937—1940 годах по проекту архитекторов И. А. Порецкова и Н. А. Бигачёва. Здания являлись осуществлённой частью проектировавшегося тогда нового ансамбля застройки Алеутской улицы, которая, по генеральному плану реконструкции города, разработанному в 1934—1938 годах архитектором Б. А. Васильевым, должна была стать главной меридиональной магистралью города шириной 40 метров. Поэтому здания отодвинули от существовавшей линии застройки улицы на 25—30 метров в глубь квартала. Дом № 17 предназначался для работников Дальневосточной железной дороги, из-за чего получил название «железнодорожного» дома, другой дом, № 19, — для офицеров и служащих НКВД, погранвойск и милиции, так называемый «милицейский» дом. Здания строили бойцы корпуса железнодорожных войск, которых прямо на строительной площадке обучал ремеслу будущий известный архитектор Н. С. Рябов. В отделке фасада использовалась штукатурка с мраморной крошкой; материалом служили надгробные плиты с закрытого Покровского кладбища.
Ансамбль, возведённый в кратчайшие сроки (около восемнадцати месяцев), был во многом уникален для своего времени. Это были первые высотные здания города: остальные в то время не превышали трёх этажей. Кроме того, в «Серой лошади» был спроектирован первый в СССР мусоропровод. Предполагалось, что отходы будут сжигаться в специальной топке, а тепло послужит для отопления, однако впоследствии от этой схемы отказались. Ещё одним новаторством стала плоская крыша-терраса дома № 17: на ней можно было гулять, загорать и сушить бельё.
В 1990-х — начале 2000-х годов «Серая лошадь» пребывала в запущенном состоянии и постепенно разрушалась из-за отсутствия капитальных ремонтов. Лишь к саммиту АТЭС 2012 года ансамбль домов был отреставрирован.
Долгое время фасады зданий были серыми, однако в 2021 году дому № 17 вернули его первоначальный цвет — пепельно-розовый. Ряд историков утверждает, что именно таким здание было в 1930-х — начале 1940-х, и лишь в годы войны, когда для светомаскировки стены обрабатывались специальной смесью с сажей, оно приобрело серый цвет. Согласно иному мнению, покраска в розовый искажает внешний вид здания-памятника, поскольку цвет фасада дома № 17 в архивных документах не упоминается, а в список объектов культурного наследия он включён со штукатуркой серого цвета.

## Название
Существуют несколько версий, объясняющих происхождение названия «Серая лошадь», однако ни одна не является достоверной. Согласно одной из них, прозвище дом получил по скульптуре лошади, находившейся то ли перед центральным входом, то ли на парапете, где сейчас расположены фигуры рабочего и колхозницы. По другой версии, «лошадью» образно называли массивную статую женщины с веслом, стоявшую перед зданием. По третьей — некий извозчик, коротая время в соседней рюмочной, постоянно привязывал свою серую лошадку возле дома № 17, что со временем и дало ему прозвище. Наконец, по четвёртой версии название связано со столовой в Кронштадте, находившейся рядом со знаменитой батареей «Серая Лошадь», — бывавшие там владивостокские моряки прозвали так местное заведение в одном из домов, после чего название перешло на весь ансамбль.

## Архитектура
Оба здания имеют единое архитектурно-художественное решение в монументальном стиле советской архитектуры 1930—1940-х годов. В декоративной обработке фасадов использованы детали архитектуры классицизма. Ансамбль удачно вписан в подножие сопки Тигровой с учётом особенностей рельефа местности.

### Жилой дом, № 17
|  | Объект культурного наследия № 2500126001 Здание семиэтажное, стоящее на холме. Трактовано авторами как композиционный центр ансамбля застройки отрезка улицы Алеутской между улицами 1-й Морской и Светланской. Фасад здания расчленён выступающими объёмами лестничных клеток на три части, средняя из них завершена над карнизом монументальной колоннадой со статуями рабочего, колхозницы, краснофлотца и пограничника на её антаблементе. Верхний этаж здания, выделенный сплошной линией балконов с балюстрадами и сдвоенными полуколоннами в межоконных простенках, читается как широкий фриз. Перед зданием расположены двухъярусная парадная лестница и пандус, обрамленные балюстрадой с цветочными вазонами. |

### Жилой дом, № 19
|  | Объект культурного наследия № 2500126002 Фасад дома № 19 членён на плоскости трёхгранными эркерами, переходящими на уровне шестого-седьмого этажей в обрамлённые колоннами лоджии. Верхний этаж также выделен сплошным рядом балконов. Торцы обоих зданий акцентированы рядами Г-образных балконов, выполняющих роль раскреповки фасадных плоскостей. |

## Комментарии
1. ↑  Согласно другим источникам, прозвище относится только к дому № 17[3][4].